# Lifesigns (album)
Lifesigns is een studioalbum van de gelijknamige band. De drie heren speelden tot aan dit album in andere bands en begeleidden andere artiesten. Al begin 2012 kwam bericht dat Young, Beedle en Beggs bezig waren met een album onder de titel Lifesigns, maar het duurde tot januari 2013 voordat het album werd uitgebracht. Lifesigns werd uitgebracht op Esoteric Antenna een sublabel van Esoteric Recordings. Antenna is de tak voor nieuwe muziek.  
Young speelde bij Bonnie Tyler, The Strawbs en Greenslade. Beggs was bassist van Kajagoogoo, maar speelde daarna in een breed scala begeleidingsband van Gary Numan tot Toyah Willcox. Steve Rispin werkte eerder als co-producer voor Asia, album Phoenix.

## Musici
- John Young – zang, toetsinstrumenten
- Martin Beedle – slagwerk en percussie
- Nick Beggs – basgitaar, Chapman stick, zang

Met gasten
- Steve Hackett – gitaar
- Robin Boult – gitaar
- Jakko Jakszyk – gitaar
- Thijs van Leer – dwarsfluit

## Muziek
| Nr. | Titel                   | Duur  |
| --- | ----------------------- | ----- |
| 1.  | Lighthouse              | 12:54 |
| 2.  | Telephone               | 9:18  |
| 3.  | Fridge full of stars    | 11:21 |
| 4.  | At the end of the world | 8:25  |
| 5.  | Carousel                | 11:49 |